# Wolność religijna

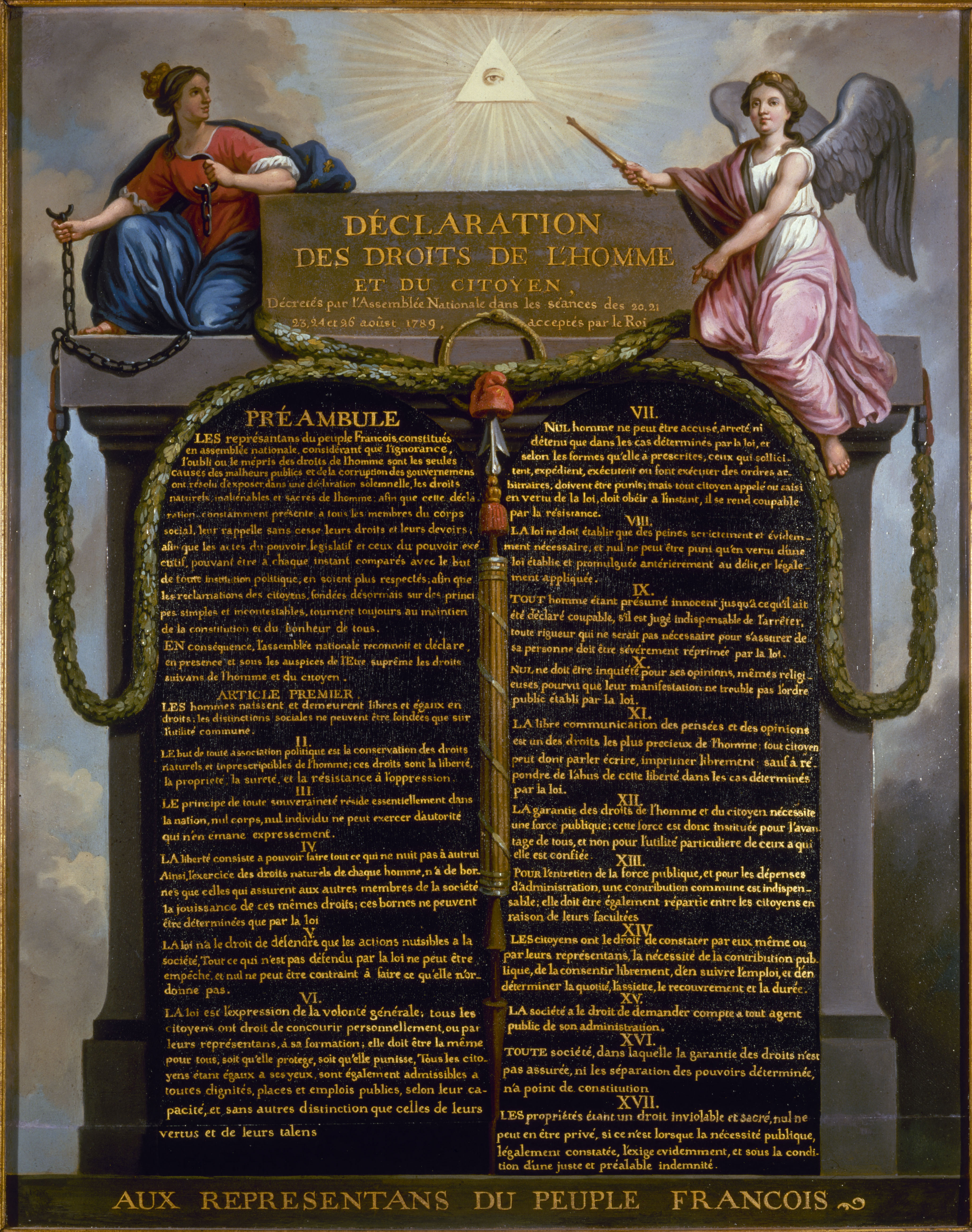
Deklaracja praw człowieka i obywatela gwarantuje wolność religii i wyznania.

Wolność religijna – wolność wyznawania lub przyjmowania religii według własnego wyboru oraz uzewnętrzniania indywidualnie lub z innymi, publicznie lub prywatnie, swojej religii przez uprawianie kultu, modlitwę, uczestniczenie w obrzędach, praktykowanie i nauczanie. 
Obejmuje także posiadanie świątyń i innych miejsc kultu w zależności od potrzeb ludzi wierzących oraz prawo osób do korzystania z pomocy religijnej tam, gdzie się znajdują. Wyklucza zarówno uprzywilejowanie, jak i prześladowania czy dyskryminację na tle religijnym. Wolność religijna wiąże się ściśle z tolerancją religijną (szacunkiem wobec wyznawców innych religii oraz osób posiadających światopogląd bezreligijny). W sytuacji przestrzegania zasad wolności religijnej niedozwolone jest zabranianie wiernym swobodnego uzewnętrzniania swoich przekonań religijnych, nakłanianie do wyboru wyznania lub łamania zasad wyznawanej wiary. 

## Podstawy prawne

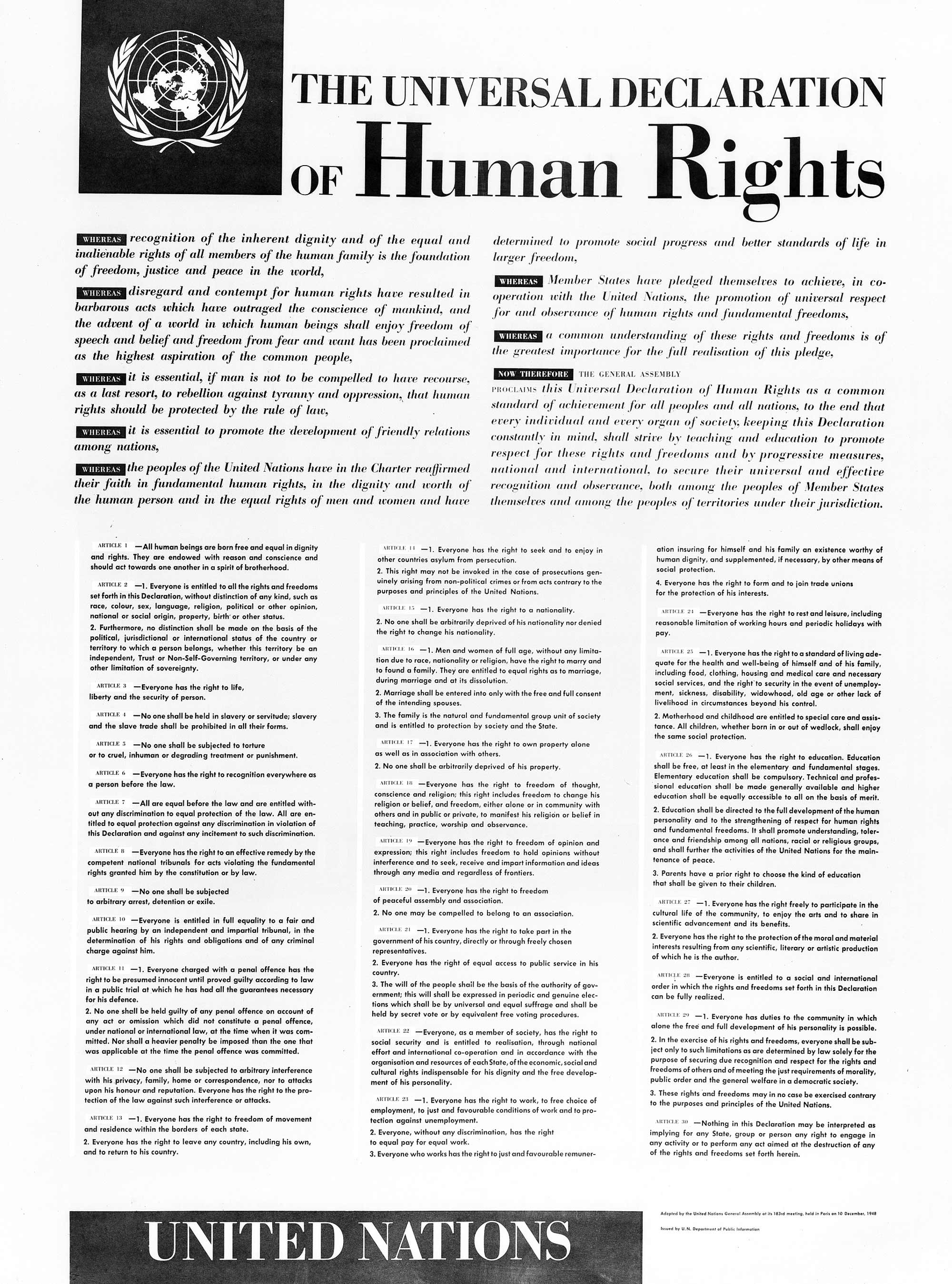
Tekst Powszechnej deklaracji praw człowieka z 10 grudnia 1948 r.

We Francji dekret o wolności wyznań i rozdziale Kościoła od państwa został wydany 21 lutego 1795 roku.
1. poprawka do Konstytucji Stanów Zjednoczonych zabrania ograniczania swobody religijnej i wprowadzania religii urzędowej. Art. 6 Konstytucji USA zabrania badania przekonań religijnych kandydatów na funkcjonariuszy państwowych.
Według Konstytucji Rzeczypospolitej Polskiej (art. 53) kwestia przekonań religijnych w Polsce jest prywatną sprawą każdego obywatela. Zarówno wierzący w Boga, jak i niepodzielający tej wiary są wobec państwa równouprawnieni.

Wolność uzewnętrzniania religii może być ograniczona jedynie w drodze ustawy i tylko wtedy, gdy jest to konieczne do ochrony bezpieczeństwa państwa, porządku publicznego, zdrowia, moralności lub wolności i praw innych osób. Nikt nie może być zmuszany do uczestniczenia ani do nieuczestniczenia w praktykach religijnych. Nikt nie może być obowiązany przez organy władzy publicznej do ujawnienia swojego światopoglądu, przekonań religijnych lub wyznania.

W Konstytucji RP zawarte jest także prawo rodziców do zapewnienia dzieciom wychowania i nauczania moralnego i religijnego zgodnie ze swoimi przekonaniami.
Powszechna deklaracja praw człowieka przyjęta przez 58 państw członkowskich podczas Zgromadzenia Ogólnego Narodów Zjednoczonych – ONZ, w dniu 10 grudnia 1948, w Palais de Chaillot w Paryżu zdefiniowała wolność religii i wyznania w art. 18 w następujący sposób:

Każdy człowiek ma prawo do wolności myśli, sumienia i wyznania; prawo to obejmuje swobodę zmiany wyznania lub wiary oraz swobodę głoszenia swego wyznania lub wiary bądź indywidualnie, bądź wespół z innymi ludźmi, publicznie i prywatnie, poprzez nauczanie, praktykowanie, uprawianie kultu i przestrzeganie obyczajów.

Art. 2 i 16 Deklaracji zabraniają dyskryminacji m.in. z powodu wyznania.
Według postanowień prawa międzynarodowego wolność religijna oznacza także możliwość niewyznawania żadnej religii bądź odejścia od aktualnie wyznawanej – Komisja Praw Człowieka ONZ uważa możliwość porzucenia religii jako jedno z praw człowieka, prawnie chronione przez Międzynarodowy Pakt Praw Obywatelskich i Politycznych:

Komisja zauważa, że wolność 'posiadania lub przyjmowania' wyznania lub przekonań koniecznie pociąga za sobą wolność wyboru wyznania lub przekonań, włącznie z prawem do zmiany aktualnie wyznawanej religii bądź przekonań na inne lub przyjęcia poglądów ateistycznych [...]  Artykuł 18.2 zabrania stosowania przymusu, który stanowiłby zamach na prawo posiadania lub przyjmowania wyznania albo przekonań, włączając użycie groźby siły fizycznej lub sankcji karnych w celu przymuszenia wierzących bądź niewierzących do pozostawania w ich przekonaniach religijnych i kongregacjach, porzucenia ich wyznania lub przekonań albo ich zmiany.

Art. 18 ust. 3 Paktu głosi Wolność uzewnętrzniania wyznania lub przekonań może podlegać jedynie takim ograniczeniom, które są przewidziane przez ustawę i są konieczne dla ochrony bezpieczeństwa publicznego, porządku, zdrowia lub moralności publicznej albo podstawowych praw i wolności innych osób. Podobnie stanowią Europejska konwencja praw człowieka w art. 9 i Amerykańska konwencja praw człowieka w art. 12.
Istotnym elementem wolności religijnej jest m.in. wolność słowa, wolność zgromadzeń i wolność prasy.

## Nadużycia
W 2018 r. organizacja Human Rights Watch działająca na rzecz praw człowieka zwróciła w swoim raporcie uwagę na nadużycia wolności wyznania prowadzące do ograniczenia praw i wolności osób LGBT. W raporcie między innymi wymieniono przypadki odmawiania pomocy, świadczenia usług i sprzedaży dóbr. Autorzy zwrócili uwagę na skutki materialne i psychologiczne tych przejawów dla osób LGBT i ich rodzin.

## Literatura
- Plewa E., Kult religijny w prawie polskim – gwarancje wolności, [w:] M. Stanulewicz, E. Plewa, C. Linowski (red.), Państwo wobec religii. Teraźniejszość i przeszłość, Wydawnictwo Naukowe ArchaeGraph Diana Łukomiak, Łódź 2021, ss. 13-27. ISBN 978-83-67074-11-7
- Religia i wolność religijna w państwach Europy Środkowo-wschodniej w perspektywie integracji europejskiej, red. J. Krukowski. Materiały IV międzynarodowej konferencji w Lublinie. Kultura i prawo, tom IV, Wydawnictwo KUL, Lublin. ISBN 83-7306-179-7